# 鸦头梨属
鸦头梨属（学名：Melliodendron）是安息香科下的一个属，为乔木植物。该属仅有鸦头梨（Melliodendron xylocarpum）一种，分布于中国西南部和中南部。